# Tiberius Iulius Celsus Polemaeanus

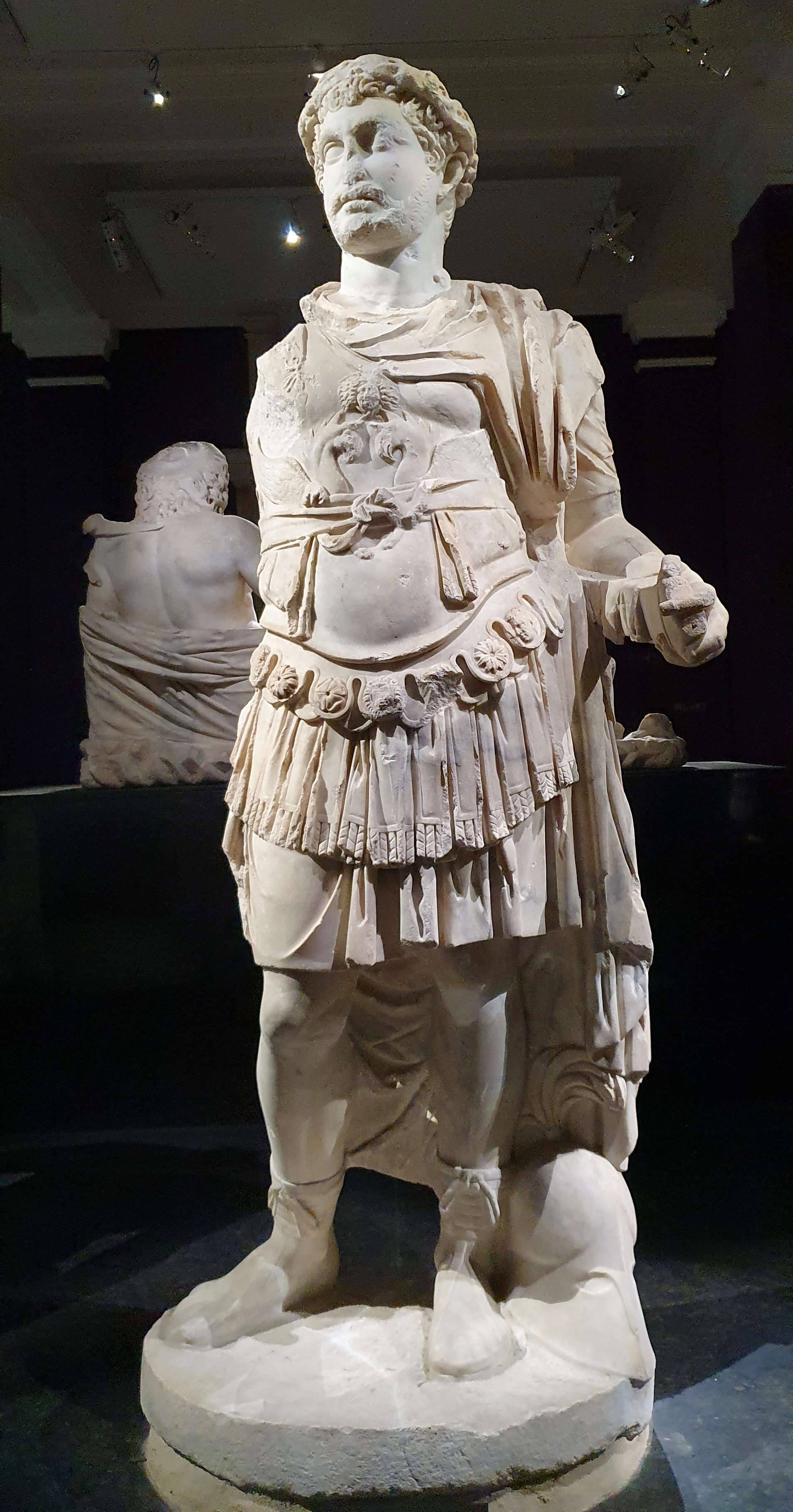
Statue von Tiberius Iulius Celsus Polemaeanus (Archäologisches Museum Istanbul)

Tiberius Iulius Celsus Polemaeanus (* ca. 45; † vor 120) war ein Politiker und Senator der römischen Kaiserzeit.

## Leben
Celsus stammte aus einer Ritterfamilie, wahrscheinlich aus Sardes, und machte eine recht steile Soldaten- und Beamtenkarriere. Als Tribun der Legio III Cyrenaica (ca. 68/69) schloss er sich in Alexandria dem neuen Kaiser Vespasian an, der Celsus dafür mit der adlectio inter aedilicios (Aufnahme in den Senat in der Rangstufe der ehemaligen Ädilen) belohnte. Von Vespasian nach Rom geholt, wurde er Prätor. Kaiser Titus ernannte ihn im Jahr 80 zum Legaten der Legio IV Scythica in Syrien; danach wurde Celsus im Amtsjahr 84/85 Prokonsul der Provinz Pontus et Bithynia, und ca. 89–91 Legat der Provinz Cilicia.
Im Jahr 92 wurde Celsus zusammen mit Lucius Stertinius Avitus Suffektkonsul, dann Kurator der öffentlichen Gebäude (ca. 93–95) und 106/07 Prokonsul der Provinz Asia. Celsus war Mitglied des Priesterkollegiums der Quindecimviri sacris faciundis.
Nach seinem Tod errichtete sein Sohn Tiberius Iulius Aquila Polemaeanus um 120 die Celsus-Bibliothek in Ephesos, in der Celsus beigesetzt wurde.